# Episodi di Slow Horses (terza stagione)
La terza stagione della serie televisiva Slow Horses, composta da 6 episodi, è stata trasmessa da Apple TV+ dal 29 novembre al 30 dicembre 2023.
| nº | Titolo originale        | Titolo italiano         | Pubblicazione    |
| -- | ----------------------- | ----------------------- | ---------------- |
| 1  | Strange Games           | Strani giochi           | 29 novembre 2023 |
| 2  | Hard Lessons            | Una dura lezione        | 29 novembre 2023 |
| 3  | Negotiating With Tigers | Negoziare con le tigri  | 6 dicembre 2023  |
| 4  | Uninvited Guests        | Una visita indesiderata | 13 dicembre 2023 |
| 5  | Cleaning Up             | Piazza pulita           | 20 dicembre 2023 |
| 6  | Footprints              | Impronte                | 27 dicembre 2023 |

## Strani giochi
- Titolo originale: Strange Games
- Diretto da: Saul Metzstein
- Scritto da: Will Smith

### Trama
Sean Donovan e Alison Dunn sono amanti e agenti del MI5 di stanza a Istanbul. Una notte Donovan segue Dunn perché la sospetta di aver rubato un fascicolo riservato dall'ambasciata britannica. La donna riesce a far perdere le sue tracce durante l’inseguimento per la città e arriva al luogo in cui deve scambiare il dossier (etichettato "Footprint", in italiano "Impronta") con uno sconosciuto. Donovan riesce infine a ritrovare Dunn, ma è ormai senza vita.
Un anno dopo, al Pantano la squadra è impegnata nei soliti noiosi compiti. Dopo il lavoro, Catherine Standish partecipa alla consueta riunione degli Alcolisti Anonimi e conosce Donovan, che si fa chiamare "John" e finge di essere alcolista. Insieme vanno in un caffè e la donna, sentendosi a disagio dopo che Donovan ha menzionato Jackson Lamb, cerca di andarsene dal locale ma viene rapita da una squadra guidata da Donovan.
Il giorno successivo, i “Ronzini” indagano sull'insolita assenza dal lavoro di Standish. Shirley Dander e Marcus Longridge vanno al suo appartamento e si rendono conto che non è tornata a casa. Louisa Guy ripercorre i movimenti di Standish intorno al caffè, nota che i cavi di una telecamera di sicurezza sono stati tagliati e trova una pinza per capelli lasciata cadere da Standish in un sottopasso nelle vicinanze. Al Pantano, Cartwright riceve un messaggio con una foto di Standish con una pistola puntata alla testa e il messaggio "Barbican Bridge, un minuto o muore".

## Una dura lezione
- Titolo originale: Hard Lessons
- Diretto da: Saul Metzstein
- Scritto da: Will Smith

### Trama
Senza dire a nessuno del messaggio, Cartwright corre al Barbican Bridge e ci trova l’ex agente del MI5 James  Webb in agitazione perché è stato contattato da qualcuno che minaccia sua sorella e i suoi figli. Webb chiede a Cartwright di rubare un fascicolo con informazioni sul primo ministro dal quartier generale del MI5 ("il Parco") entro un'ora o Standish verrà uccisa. Cartwright sospetta di essere vittima di uno scherzo finché il bersaglio laser di un cecchino non appare sul petto di Webb. Cartwright riesce ad entrare al Parco sostenendo di aver trovato un diamante mancante dall'incidente della Glasshouse. Nel frattempo, Guy continua a indagare nei dintorni del bar e collega a Donovan un'auto abbandonata, che permette di risalire al suo indirizzo.
Lamb si accorge che il Pantano è sorvegliato. Dander e Longridge seguono uno degli osservatori, ma questo riesce a fuggire. Lamb incontra un vecchio collega, Sam Chapman, e scopre che Donovan lavora per una società di sicurezza privata. Al Parco, Cartwright sfugge a Nick Duffy, il capo dei “Cani” (gli addetti alla sicurezza) e lentamente raggiunge l’archivio dopo aver rubato il pass a un altro “cane”, Hobbs. La responsabile degli archivi Molly Doran si rifiuta di aiutare Cartwright a trovare il fascicolo sul primo ministro. Lamb lo chiama, ordinandogli di uscire immediatamente dal Parco poiché Standish non corre alcun pericolo reale: i rapitori appartengono a un "tiger team" (squadra tigre) progettata per testare la sicurezza del MI5. Cartwright esce dall’edificio ma viene poco dopo fermato da Duffy e dalla sua squadra.

## Negoziare con le tigri
- Titolo originale: Negotiating With Tigers
- Diretto da: Saul Metzstein
- Scritto da: Will Smith

### Trama
Duffy si vendica su Cartwright pestandolo brutalmente per aver fatto apparire incompetenti i suoi “Cani”. Lamb scopre che i rapitori di Standish appartengono alla società di sicurezza privata Chieftain, un "tiger team" assoldato dal ministro degli Interni Peter Judd per evidenziare i punti deboli della sicurezza del MI5. Judd sfrutta l'apparente successo dell'operazione per forzare la direttrice del MI5 Ingrid Tearney a privatizzare la sicurezza e ad affidarla alla Chieftain, che è gestita da un suo vecchio compagno di scuola, Sly Monteith. Tuttavia, Monteith perde il controllo della situazione quando Donovan si ribella, rifiutandosi di liberare Standish e sequestrando l'agente della Chieftain Sturges: entrambi vengono trasferiti in un nuovo rifugio.
Dander e Longridge irrompono nella casa di Donovan senza autorizzazione e vengono a conoscenza della "fase due" del suo piano, ovvero impossessarsi dei “libri grigi” del MI5, che contengono numerose teorie del complotto. I due riferiscono questa scoperta a Lamb, ma nel frattempo due agenti di polizia entrano in casa di Donovan chiamati dai vicini e ci trovano Dander e Longridge: nel tentativo di non essere arrestati, i due chiedono agli agenti di telefonare a Lamb, il quale supporta la loro giustificazione per l’effrazione a casa di Donovan, però li licenzia.
Lamb si assicura il rilascio di Cartwright dal MI5 e lo manda con Guy al quartier generale della Chieftain, dove scoprono che Webb lavora per la società ed è coinvolto fin dall'inizio. Intanto Monteith manda Webb a pagare Donovan per ottenere il rilascio di Standish, ma un alterco porta Donovan a uccidere accidentalmente Webb. Lamb interrompe il pranzo di Judd e Monteith in un ristorante elegante per cercare di ottenere il rilascio di Standish. Donovan scarica il corpo di Webb fuori dal ristorante.

## Una visita indesiderata
- Titolo originale: Uninvited Guests
- Diretto da: Saul Metzstein
- Scritto da: Mark Denton & Jonny Stockwood

### Trama
Tearney riafferma il proprio controllo sul MI5. Ha intenzione di consentire a Donovan l'accesso ai “libri grigi” in cambio del rilascio di Standish e poi di farlo arrestare da Duffy. Nel frattempo, Sturges fugge dal rifugio, mentre Donovan rivela a Standish che sta lavorando con i fratelli di Alison Dunn, Ben e Sarah, cercando giustizia per la sua morte. Standish è solidale e dice loro dove possono trovare il fascicolo che stanno cercando.
Intanto, Cartwright conforta suo nonno, che inizia a soffrire di vuoti di memoria. Individuato il luogo in cui è trattenuta, Ho parte con Lamb per salvare Standish. Cartwright e Guy scortano Donovan e Ben Dunn nella struttura di archiviazione dei file, dove Dunn rivela che i “libri grigi” erano uno stratagemma e che stanno cercando un dossier diverso. Dopo una conversazione con Doran, Tearney deduce che qualcuno nel Parco ha nascosto un particolare fascicolo all'interno della struttura affinché Donovan lo trovi. Duffy prende il comando di una squadra di mercenari della Chieftain e Tearney gli ordina di uccidere tutte le persone coinvolte, all'interno e all'esterno della struttura, per assicurarsi che il dossier non venga fatto trapelare.

## Piazza pulita
- Titolo originale: Cleaning Up
- Diretto da: Saul Metzstein
- Scritto da: Mark Denton & Jonny Stockwood

### Trama
Tearney affronta Taverner, che si scopre essere stata la fonte di Donovan e aver lasciato il dossier "Footprint" (Impronta) nella struttura affinché Donovan lo trovasse e lo rendesse pubblico perché contiene prove di illeciti che porterebbero alla caduta di Tearney. I mercenari della Chieftain si preparano ad entrare nella struttura e ad allestire una trappola all'esterno in caso qualcuno cercasse di scappare. Cartwright avverte Lamb e poi chiama il Pantano, chiedendo l'aiuto di Dander e Longridge poco prima che la Chieftain ne interrompa le linee telefoniche. Dander e Longridge si armano e si recano alla struttura, sperando che l’aiuto a Cartwright e Guy possa convincere Lamb a restituire loro il lavoro.
Gli agenti della Chieftain fanno irruzione nell'edificio e catturano Douglas, l'unico impiegato della struttura, che poco dopo viene spietatamente ucciso da Duffy. Lamb raggiunge Standish a casa Dunn e la salva da Sarah, ma vede arrivare Sturges e Hobbs che hanno l’ordine di uccidere tutti nella casa. Cartwright, Guy, Dunn e Donovan resistono all'assalto e trovano il dossier "Footprint". Dunn viene ucciso durante l’irruzione.

## Impronte
- Titolo originale: Footprints
- Diretto da: Saul Metzstein
- Scritto da: Will Smith

### Trama
Hobbs e Sturges prendono d'assalto la casa dei Dunn, ma vengono sconfitti da Lamb, che equipaggia la casa con alcuni trabocchetti. Sarah strangola a morte Sturges dopo una breve lotta, mentre Lamb uccide Hobbs. Ho tenta un salvataggio eroico, facendo schiantare un autobus contro il lato della casa, troppo tardi per essere di aiuto.
Intanto, Donovan si sacrifica per consentire a Cartwright e Guy di fuggire dalla struttura di archiviazione con il dossier "Footprint", mentre Dander riesce a salvarli dall'imboscata pianificata da Duffy all’uscita. Longridge batte Duffy in una scazzottata e Guy lo finisce colpendolo con un sasso alla testa.
Lamb svela a Standish che il suo eroe, Charles Partner, era un traditore che la stava usando: la rivelazione è troppo forte e Standish, devastata, si dimette dal Pantano. Cartwright porta il fascicolo "Footprint" a suo nonno, che lo distrugge preoccupato per il danno di reputazione che causerà al MI5. Anticipando questa mossa, Cartwright ne ha già fatto una copia, che fa trapelare. A seguito delle rivelazioni, Tearney e Judd sono costretti a dimettersi e il posto di Tearney viene preso da Taverner, che diventa "prima scrivania" del MI5.